# Saint-Léger-le-Petit
Saint-Léger-le-Petit – miejscowość i gmina we Francji, w Regionie Centralnym, w departamencie Cher.
Według danych na rok 1990 gminę zamieszkiwało 330 osób, a gęstość zaludnienia wynosiła 33 osoby/km² (wśród 1842 gmin Regionu Centralnego Saint-Léger-le-Petit plasuje się na 816. miejscu pod względem liczby ludności, natomiast pod względem powierzchni na miejscu 1147.).